# Grumiana berezowskii
Grumiana berezowskii is een vlinder uit de familie van de Lycaenidae. De soort is voor het eerst wetenschappelijk beschreven als Lycaena berezowskii door Grigori Jefimovitsj Groemm-Grzjimajlo in een publicatie uit 1902. 
De soort komt voor in het noordwesten van Sichuan (China).